# 抱井尚子
抱井 尚子（かかい　ひさこ）は、日本のコミュニケーション学者、青山学院大学国際政治経済学部教授。専門は、多文化心理学、多文化ヘルス・コミュニケーション、文化心理学、比較文化心理学、異文化間コミュニケーション。

## 来歴
青山学院大学国際政治経済学部国際経済学科卒業。サンディエゴ大学大学院修士課程（教育カウンセリング学）修了、ハワイ大学大学院博士課程（教育心理学）修了。Ph.D。アムステルダム-ロッテルダム銀行東京支店勤務、ハワイ大学社会福祉学部研究助手、同大学付属がん研究センター研究助手、ハワイパシフィック大学非常勤講師、立命館大学大学院先端総合学術研究科非常勤講師、フェリス女学院大学文学部コミュニケーション学科非常勤講師を経て、現職。

## 著書

### 編著
- 「コミュニケーション研究法」（末田清子・抱井尚子・田崎勝也・猿橋順子　編著） 、ナカニシヤ出版、2011年
- 「多文化社会日本の課題―多文化関係学からのアプローチ」（多文化関係学会編）、明石書院、2011年

### 共訳書
- Kathy Charmaz 「グラウンデッド・セオリーの構築：社会構成主義からの挑戦」、末田清子（監訳）、ナカニシヤ出版、2008年